# Regionalismus
Regionalismus je politická ideologie, která se soustředí na národní zájmy daného regionu nebo skupiny regionů (může zahrnovat politické, administrativní, kulturní, jazykové nebo náboženské zájmy) a snaží se o větší nezávislost či samostatnost geografických oblastí. Je využívána většinou autonomními hnutími.
Všechna hnutí v členských státech Evropské unie, které ve své ideologii zahrnují regionalismus, sdružuje v současnosti Evropská svobodná aliance.

## Hnutí a strany s ideologií regionalismu
| Stát      | Strana                               |
| --------- | ------------------------------------ |
| Česko     | Moravané, Moravské zemské hnutí      |
| Polsko    | Hnutí autonomie Slezska              |
| Belgie    | Partei der deutschsprachigen Belgier |
| Itálie    | Slovinská unie                       |
| Litva     | Polska Partia Ludowa                 |
| Španělsko | Baskická národní strana              |